# Super Ser (equip ciclista)
L'equip Super Ser va ser un equip ciclista espanyol que competí professionalment entre 1975 i 1976. El seu èxit més important fou la victòria final a la Volta Espanya de 1975 per part d'Agustín Tamames.
Es va dissoldre un dia després d'acabar la Volta a Catalunya de 1976 per problemes econòmics.

## Principals resultats
- Volta a Aragó: Agustín Tamames (1975), Javier Elorriaga (1976)
- Volta a Astúries: Santiago Lazcano (1976)

### A les grans voltes
- Volta a Espanya
  - 2 participacions (1975, 1976)
  - 5 victòries d'etapa:
    - 5 el 1975: Agustín Tamames

  - 1 classificació final:
    - Agustín Tamames (1975)

  - 0 classificacions secundàries:

- Tour de França
  - 2 participacions (1975, 1976)
  - 1 victòries d'etapa:
    - 1 el 1976: José Luis Viejo Gómez

- Giro d'Itàlia
  - 0 participacions